# HMS Castor (1915)
HMS Castor là một tàu tuần dương hạng nhẹ thuộc lớp tàu tuần dương C của Hải quân Hoàng gia Anh Quốc được chế tạo trong giai đoạn Chiến tranh Thế giới thứ nhất, và thuộc về lớp phụ Cambrian. Lớp phụ này, vốn còn bao gồm HMS Cambrian, HMS Canterbury và HMS Constance, về căn bản dựa trên cấu trúc lườn của lớp phụ Caroline nhưng chỉ có hai ống khói và độ dày tối đa của đai giáp lên đến 102 mm (4 inch) thay vì 76 mm (3 inch) như của Caroline.
Castor được chế tạo bởi hãng Cammell Laird tại Birkenhead. Nó được đặt lườn vào ngày 28 tháng 10 năm 1914; được hạ thủy vào ngày 28 tháng 7 năm 1915; và được đưa ra hoạt động cùng Hải quân Hoàng gia vào tháng 11 năm 1915.
Thông thường Castor phục vụ như là soái hạm của Thiếu tướng Hải quân, và nó đã đảm trách vai trò như vậy trong trận Jutland, khi dẫn đầu Hải đội Khu trục 11. Mười thành vên thủy thủ đoàn của nó đã thương vong trong trận này; và nó bị một số hư hại nhưng vẫn sống sót qua trận chiến. Được xem là lạc hậu vào những năm 1930, nó bị bán vào ngày 30 tháng 7 năm 1936 và được đưa đến Rosyth vào tháng 8 cùng năm để tháo dỡ.

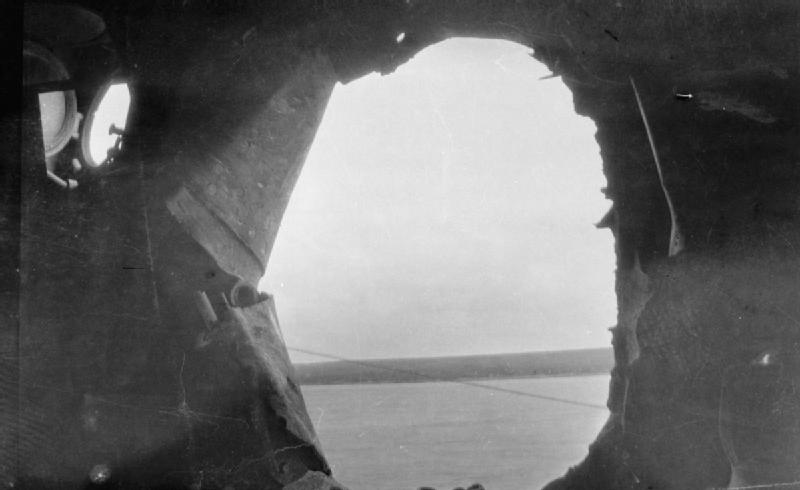
Lỗ thủng lớn bên hông Castor do đạn pháo sau trận Jutland